# كلارنس دارت
كلارنس دارت (بالإنجليزية: Clarence Dart)‏ هو طيار وضابط أمريكي، ولد في 6 ديسمبر 1920 في إلميرا في الولايات المتحدة، وتوفي في 17 فبراير 2012 في ساراتوغا سبرينغس في الولايات المتحدة بسبب سكتة.